# 傑夫·塞申斯
傑斐遜·博勒加德·「傑夫」·塞申斯三世（英語：Jefferson Beauregard "Jeff" Sessions III，1946年12月24日—），是美國政治人物，共和黨籍，曾任阿拉巴馬州的資淺參議員。
2016年11月18日，候任總統唐納·川普提名塞申斯为新内阁的司法部长，他在2017年2月9日至2018年11月7日擔任司法部长，并于2018年中期選舉的隔天在总统特朗普的要求下辞去司法部长职位。

## 早年生涯
塞申斯生於阿拉巴馬州的塞尔玛。他的父親是一間雜貨店的老闆，後來也曾經營農具銷售。塞申斯成長於一個名為Hybart的小村莊。塞申斯積極參與童子軍運動，在1964年他成為美國童子軍團的老鷹級童軍（Eagle Scout），後來還獲頒傑出老鷹級童子軍獎。
塞申斯就讀了一間位於康登鎮（Camden）附近的中學，接著就讀了位於蒙哥马利的亨廷頓學院（Huntingdon College），在1969年以文學士學位畢業。他活躍於校園裡的共和黨青年團，並且還成為了團長。接著前往阿拉巴馬大學就讀，於1973年獲得法律學博士的學位。
塞申斯先後在拉塞爾維爾市（Russellville）和摩比港市（Mobile）擔任實習律師。他在1970年代也是美軍的後備役軍人，取得了上尉的軍銜。
塞申斯和妻子瑪莉育有三名子女：阿比蓋爾·瑪莉、露絲·沃克、以及山姆。

## 政治生涯
在擔任了兩年的阿拉巴馬州南部轄區的助理檢察官（1975-1977）後，塞申斯在1981年得到總統隆納·雷根提名、並且經參議院批准，成為阿拉巴馬州南部轄區的正式檢察官，接著他擔任此職長達12年。
在1986年獲雷根提名擔任聯邦法官，這項提名因在其間涉及種族主義的指控，導致在由共和黨控制的參議院司法委員會以10-8票的比數否決。投下否決票的參議員之一便是後來他所取代的阿拉巴馬州民主黨籍參議員Howell Heflin。
塞申斯在1994年11月當選阿拉巴馬州首席檢察官。1996年贏得了共和黨的初選，開始著手參選參議員，在11月的選舉裡以52%-46%的票數擊敗民主黨候選人Roger Bedford，成功取代已經任職18年而應屆退休的Howell Heflin。他是繼理查·謝爾比之後，第二名在美國南部內戰重建時期之後於阿拉巴馬州以共和黨出身的參議員，同時也使阿拉巴馬州成為兩個共和黨參議員的州份。塞申斯在2002年輕易連任，也使他成為第一位成功當選連任的阿拉巴馬州共和黨參議員（或者是第二位，如果把脫離民主黨加入共和黨的理查·謝爾比也算在內的話）。
2016年11月18日，塞申斯獲總統當選人唐納·川普提名为新内阁的司法部长；在確認提名程序期間一直被民主黨攻擊他的民權投票紀錄，最終參議院以52票對47票通過任命，全體共和黨參議員及一名民主黨參議員投贊成票。2017年12月，他在华盛顿举行的“追讨资产国际论坛”上点名形容涉及数十亿美元的一个马来西亚发展有限公司丑闻（1MDB）是“盗贼统治最恶劣的例子”，尽管马来西亚政府坚称，1MDB不曾在财务丑闻中亏钱。
2018年11月7日，即中期選舉的隔天，塞申斯在總統川普的要求下辭去司法部长职位。

## 政治立場
塞申斯是國會兩院裡最為保守的議員之一，大力支持共和黨保守派在外交事務和社會議題上的立場。他反對墮胎及同性婚姻，並且非常反對非法移民。
他加入了之前曾在1986年傳訊過他的參議院司法委員會，成為第一位在成為參議員之前曾遭該委員會傳訊的議員。在參議院裡，塞申斯偏好使用所謂的「核子手段」（Nuclear option）策略來終結民主黨阻擋法官提名程序的議事阻撓。當後來包括亞利桑那州的約翰·麥凱恩在內的14名共和黨參議員達成一項協議以阻止提名通關時，塞申斯也大力批評14人組。
塞申斯積極支持國防事務。2005年9月25日，前往華盛頓特區向一支400人的遊行隊伍發表演講，闡述伊拉克戰爭的重要性。因為就在那次遊行的前一天，有高達100,000人也在同一地點舉行了反伊戰的遊行。塞申斯向在場的反伊戰人士說道：「昨天在這裡橫行的那些傢伙並無法代表美國人對於自由的理想、和將自由散佈至全世界的遠見。我實在不知道他們在抗議什麼，除了一昧的反美之外。」
2005年10月5日，塞申斯表決反對了一項規定監獄對恐怖份子嫌疑犯提供一定待遇的法案。他也大力反對任何形式的非法移民，支持採取強硬手段阻止。
他也是表決反對胎兒幹細胞研究的37名參議員之一。
2019年3月，塞申斯在公開場合表示中共政權應該被推翻，支持中華民國恢復對中國大陸的管治權。

## 爭議
在提名進入聯邦法院之前，塞申斯曾經以1984年選舉中的一起選舉詐欺案為由，試圖起訴三名民權運動工作者（包括曾經擔任馬丁·路德·金恩副手的Albert Turner）。他花了數個小時審訊一些來自黑人郡份的黑人選民，而在超過170萬張的選票裡，最後只找出14張有可能遭到竄改。三名民權運動工作者在經過四小時的審查後無罪獲釋。
在進入聯邦法院的提名過程中，調查指出塞申斯曾經在聊天中批評美國公民自由聯盟（ACLU）和全國有色人種促進協會（NAACP）為「非美國的」、「共產主義者策劃的」。在提名審核的聽證會上，他主張這些團體的確可能是非美國（反美）的，只要當他們「讓自己身處非美國的外交政策立場上時」。
塞申斯是表決反對了參議員約翰·麥凱恩提出的反逼供法案的九名參議員之一。塞申斯也支持副總統迪克·切尼提出的免除中央情報局對任何逼供或刑訊的禁令的法案。
塞申斯是聯邦主義的堅定支持者，曾反對投票權利法案（Voting Rights Act），批評那是「侵犯地方州權利的立法」（現已改變立場）。在2006年塞申斯也表決支持讓投票權利法期滿作廢，不過他也說國會應該考慮在一些需要這項法案的北部都市和州份延續之。

## 延伸閱讀
- Background and collected news at The Washington Post
- 美國國會國家人物傳記大辭典中的傳記
- 由華盛頓郵報維護的投票記錄
- 智慧投票计划中的傳記、投票紀錄及利益集團評級
- Congressional profile at GovTrack
- Congressional profile at OpenCongress
- Issue positions and quotes at On the Issues
- Financial information at OpenSecrets.org
- Staff salaries, trips and personal finance at LegiStorm.com
- 聯邦選舉委員會中的競選財務報告和數據
- Appearances on C-SPAN programs
- 網路電影資料庫上的亮相頁面
- Collected news and commentary at The New York Times
- Works by or about 傑夫·塞申斯 in libraries (WorldCat catalog)
- Profile at Ballotpedia

## 外部連結
- 參議院官方網站
- 參議員競選網站 （页面存档备份，存于）
- 謝爾比的參議院投票紀錄 （页面存档备份，存于）
- 華盛頓郵報記載的投票紀錄
- 中的“傑夫·塞申斯”
- C-SPAN內的頁面（英文）

| 司法职务               | 司法职务                                                                    | 司法职务                 |
| ---------------------- | --------------------------------------------------------------------------- | ------------------------ |
| 前任者： 吉米·埃文斯   | 阿拉巴馬州總檢察長 1995年－1997年                                           | 繼任者： 威廉·普賴爾     |
| 前任者： 洛麗泰·林奇   | 美國司法部長 2017年－2018年                                                 | 繼任者： 馬修·惠特克代理 |
| 政党职务               |                                                                             |                          |
| 前任者： 理查德·塞勒斯 | 美國參議員阿拉巴馬州共和黨獲提名人 （第2類） 1996年、2002年、2008年、2014年 | 繼任者： 羅伊·摩爾       |
| 美国参议院             |                                                                             |                          |
| 前任者： 霍維爾·赫夫林 | 阿拉巴馬州第2類參議員 1997年－2017年 與理查·謝爾比同時在任                  | 繼任者： 路德·斯特蘭奇   |
| 前任者： 阿倫·斯佩克特 | 參議院司法委員會副主席 2009年－2011年                                       | 繼任者： 查克·葛雷斯利   |
| 前任者： 贾德·克雷格   | 參議院預算委員會副主席 2011年－2015年                                       | 繼任者： 伯尼·桑德斯     |